# Sadóvoie (Astracan)
Sadóvoie — Садовое (rus) — és un poble de l'óblast d'Astracan, a Rússia, segons el cens del 2021 tenia 360 habitants.